# Francesco Tristano
Pour les articles homonymes, voir Tristano.
Francesco Tristano, dont le nom complet est Francesco Tristano Schlimé, né le 16 septembre 1981, est un pianiste classique, musicien de musique électronique et compositeur luxembourgeois.

## Biographie
Francesco Tristano Schlimé est diplômé de la Juilliard School. Sa carrière débute en 2000 avec l'Orchestre national de Russie, avec lequel il enregistre le Concerto pour piano no 5 de Prokofiev et le Concerto en sol de Ravel quelques années plus tard. Il se produit sur la scène internationale depuis cette date. Il a été sélectionné par la Philharmonie Luxembourg en 2008 pour les étoiles montantes du Carnegie Hall une manifestation organisées par l’European Concert Hall.
Musicien atypique et éclectique, il affiche une prédilection pour le répertoire de clavier ancien (Frescobaldi, Buxtehude, Bach notamment) qu'il relie volontiers à la musique contemporaine et à ses propres compositions. Il est également devenu au fil des ans un artiste remarqué sur la scène électro en collaborant régulièrement avec Carl Craig, Moritz von Oswald ou Murcof.
Il est le fondateur, en 2001 du New Bach Players ensemble, avec lequel il a enregistré l'intégrale des concertos pour clavecin de Jean-Sébastien Bach pour la firme Accord. Du même compositeur, il a aussi enregistré les variations Goldberg et les suites françaises. En 2010, il enregistre, dans le cadre d'un film documentaire du réalisateur suisse Daniel Künzi une version pour piano des 32 variations sur le thème de la Capricieuse (La Capricciosa) en sol majeur, BuxWV 250 de Dietrich Buxtehude, une œuvre qui aurait inspiré à Bach ses variations Goldberg.
Parmi ses autres enregistrements, on peut noter encore le premier livre des toccatas de Girolamo Frescobaldi et l'intégrale des œuvres pour piano de Luciano Berio.
Francesco Tristano a été le lauréat du Concours international de piano d'Orléans.
Il a fait partie, avec Rami Khalifé et Aymeric Westrich, du groupe Aufgang dont l'album homonyme est sorti en 2009. Il a quitté le groupe le 11 février 2014.
Le 31 mars 2014, durant neuf heures, il joue et participe au fond sonore du programme Tokyo Reverse lors de la diffusion de ce Slow TV, le premier du genre diffusé à la télévision française.
Le 17 avril 2014, il participe au concert d'ouverture d'Electron Festival à Genève en interprétant avec le pianiste David Greilsammer et les autres musiciens de l'ensemble orchestral du Geneva Camerata un arrangement du concerto en ut mineur BWV 1060 de J.-S. Bach et de ses propres compositions de musique électronique au synthétiseur.
Le 17 décembre 2017, Francesco Tristano participe à un concert organisé à Tokyo par Ryūichi Sakamoto en hommage à Glenn Gould, à l'occasion du 85ème anniversaire de sa naissance.
Le 6 août 2018, France Musique lui consacre une émission de sept heures, une "Nuit spéciale" au cours de laquelle il parle longuement de son parcours et partage son univers musical, ses expériences, ses influences et ses partenaires artistiques (Mikhaïl Pletnev, Carl Craig, Moritz van Oswald, Bruce Brubaker, Rami Khalifé...)
Le 14 mai 2024, dix ans après avoir enregistré en duo avec Alice Sara Ott, Francesco Tristano donne avec cette même pianiste un récital dans lequel est interprété sur deux pianos un arrangement du Boléro de Maurice Ravel.

## Discographie

### Albums
- 2002 : Johann Sebastian Bach, Variations Goldberg BWV 988 (Accord)
- 2004 : Johann Sebastian Bach, intégrale des concertos pour clavier et orchestre BWV 1052-1058 (Accord)
- 2005 : Luciano Berio, intégrale de l’œuvre pour piano (Sisyphe)
- 2006 : Maurice Ravel, Concerto en sol et Serge Prokofiev, PentaTone Classics)
- 2007 : Not For Piano (InFiné)
- 2007 : Frescobaldi Dialogues (1er livre de Toccatas de Girolamo Frescobaldi et improvisations - Sisyphe)
- 2008 : Pop Art (avec Rami Khalifé - Nagam Records)
- 2008 : Not for piano - Japanese edition (Infiné)
- 2008 : Auricle Bio On, avec Moritz von Oswald (Infiné)
- 2010 : Idiosynkrasia (Infiné)
- 2010 : Francesco Tristano live piano recital, œuvres de Bach, Igor Stravinsky et improvisations (Edition Ruhr Piano Festival, Initiativkreis Ruhr)
- 2011 : BachCage, œuvres de Bach, John Cage et improvisations (Deutsche Grammophon)
- 2012 : Long Walk, œuvres de Dietrich Buxtehude et improvisations (Deutsche Grammophon)
- 2014 : Scandale, œuvres de Ravel, Stravinsky et Rimski-Korsakov avec Alice Sara Ott (Deutsche Grammophon)
- 2015 : Get Physical Music Presents: Body Language, Vol. 16 by Francesco Tristano[6] (Get Physical Music)
- 2016 : Surface Tension, avec Derrick May (Transmat Records)
- 2017 : Piano Circle Songs  avec Chilly Gonzalez (Sony)
- 2019 : Tokyo Stories  avec la participation de Guti, Hirsohi Watanabe, Keiichiro Shibuya, Michel Portal, U-Zhaan (Sony)
- 2021 : On Early Music, œuvres de John Bull, Peter Philips, Orlando Gibbons, Girolamo Frescobaldi et compositions personnelles (Sony)
- 2024 : Johann Sebastian Bach, Partitas pour clavier, « bach the 6 partitas » (naïve)

### Maxis
- 2006 : Strings of Life (InFiné)
- 2010 : The Melody (Infiné)
- 2011 : Idiosynkrasia Remixes (Infiné)
- 2011 : Idiosynkrasia (Only Vinyl Edition) (Infiné)
- 2013 : Ground Bass (Universal Music Classic & Jazz)
- 2014 : Piano, Hats & Stabs, EP (Get Physical Music)
- 2016 : Place on Lafayette (Get Physical Music)
- 2018 : Hommage (Sony)

### Autres projets
- 2009 : Aufgang - Aufgang (Album, InFiné)
- 2009 : Aufgang - Sonar (Maxi, InFiné)
- 2009 : Aufgang - Channel 7 (Maxi, InFiné)
- 2010 : Freedom Jazz Trio - New under the sun (Ace Records)
- 2010 : Aufgang - Air On Fire (Album, InFiné)
- 2010 : Aufgang - Barock (Maxi, InFiné)
- 2010 : Aufgang - Dulceria (Maxi, InFiné)
- 2013 : Aufgang - Istiklaliya (Album, InFiné)

### Participations
- 2010 : Introducing Infiné (InFiné)
- 2011 : Remixing Infiné (InFiné)
- 2017 : Neue Meister Live in Berlin